# Sargentodoxa cuneata
Sargentodoxa cuneata – gatunek rośliny z monotypowego rodzaju Sargentodoxa Rehder & E. H. Wilson in Sargent, Pl. Wilson. 1: 350. 1913 należący do rodziny krępieniowatych (Lardizabalaceae). Występuje w widnych lasach na zboczach i w wąwozach w Chinach, Laosie i północnym Wietnamie.

## Morfologia

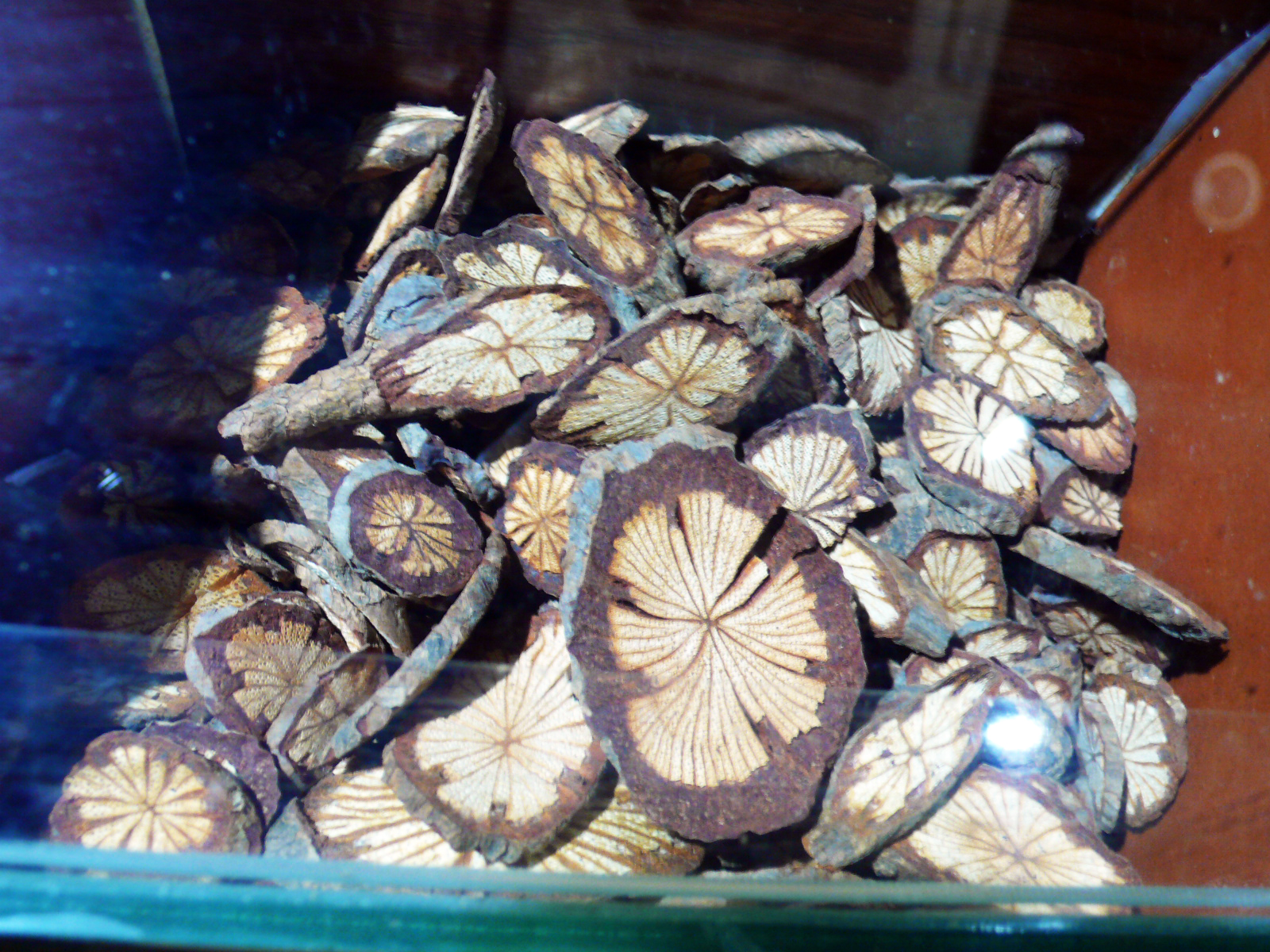
Łodyga pocięta na krążki

PokrójDrewniejące pnącza.
LiścieSezonowe, skrętoległe, bezogonkowe i bez przylistków.
KwiatyRozdzielnopłciowe wyrastają skupione w groniastych kwiatostanach. Kwiaty męskie składają się z dwóch trójkrotnych okółków działek kielicha, 6 zredukowanych do listków miodnikowych płatków korony oraz 6 wolnych pręcików. Kwiaty żeńskie mają okwiat taki sam jak w kwiatach męskich, poza tym 6 prątniczków i liczne, wolne owocolistki wyrastające spiralnie na wypukłym dnie kwiatowym. Szyjka słupka wąska, zakończona drobnym, główkowatym znamieniem.
OwoceApokarpiczne, powstają na mięsistym dnie kwiatowym. Poszczególne owocolistki są jagodokształtne, zawierają pojedyncze nasiona.

## Systematyka
Według APweb (aktualizowany system APG IV z 2016) takson należy do monotypowej podrodziny Sargentodoxoideae Thorne & Reveal w obrębie rodziny krąpieniowatych (Lardizabalaceae) zaliczanej do jaskrowców (Ranunculales). W niektórych ujęciach systematycznych (np. system Takhtajana z 1997 i system Reveala z 1999) bywa wyodrębniany w randze rodziny Sargentodoxaceae Hutchinson.